# Lisa Furtner
Lisa Furtner (* 1989 in Linz) ist eine österreichische Schau- und Puppenspielerin.

## Leben
Furtner studierte von 2008 bis 2014 Architektur an der Technischen Universität Wien und von 2013 bis 2016  Schauspiel an der Schauspielschule Krauss in Wien. Seit 2015 ist sie vor allem in der freien Szene Wiens als Schauspielerin und Puppenspielerin tätig. Engagements hatte sie unter anderem an der Volksoper Wien, Konzerthaus Wien, Theater am Werk, am Theater Drachengasse, im Kabarett Niedermair, bei den Festspielen Schloss Tillysburg, im Theater Spielraum und im Theater 7.
Sie wirkte bei der ORF-Produktion „Die Tagespresse“ als Reporterin mit. Sie war auch als „Mephisto“ in Goethes „Faust“ und als „Pinocchio“ im „Projekt Pinocchio“ im Schuberttheater zu sehen.
Sie übernahm verschiedene Produktions- und Ausstattungsassistenzen, unter anderem im Theater Akzent, Dschungel Wien und Kosmos Theater. Seit 2017 gehört sie zum Leitungsteam der Festspiele auf Schloss Tillysburg.
Seit 2024 Teil des Werkstattkollektivs Schottenfeldgasse 90.

## Theater
- 2024: Ein Rebell Märchen, Konzerthaus Wien (Regie: Caroline Richards)
- 2023: Gehäuse Aurum, Theater am Werk am Petersplatz (ein Projekt von Spitzwegerich)
- 2023: Ein OÖ Sommernachtstraum, von Susanne F. Wolf, Festspiele Schloss Tillysburg (Regie: Lisa Wildmann)
- 2023: Dr. Höchst – Ein neues Faustspiel, von Robert Menasse, Festspiele Schloss Tillysburg (Regie: Nikolaus Büchel)
- 2023: Mme. Paul Clemenceau, Paris, Liebste!, Lesung verschiedener Texte Bertha Zuckerkandls, im Rahmen der Ausstellung zu Jean Egger, Revolutionär der modernen Malerei
- 2023: Streulicht, nach Deniz Ohde, Kleines Theater Salzburg (Regie: Caroline Richards)
- 2022: Der Bauer als Millionär, von Ferdinand Raimund, Festspiele Schloss Tillysburg (Regie: Nikolaus Büchel)
- 2022: Konferenz der Frauen, Arge Kultur Salzburg (Stückentwicklung)
- 2021: Die gezeichnete Welt der Emmy Haesele, Lesung im Lentos Kunstmuseum Linz
- 2021: Das Prinzip und der Krampus,  Hermann Bahr, Festspiele Schloss Tillysburg (Regie: Lisa Wildmann)
- 2020–2023: Die Zauberflöte, Mozart/Schikaneder, Volksoper Wien (Regie: Henry Mason)
- 2019–2022: Projekt Pinocchio,  Schuberttheater (Regie: Simon Meusburger)
- 2019, 2022: Da Jesus und seine Hawara,  Wolfgang Teuschl, Festspiele Schloss Tillysburg  (Regie: Nikolaus Büchel)
- 2018–2020: Lebensstraßen – Die Frauen der Seestadt, Stationentheater in der Seestadt Aspern (Regie: Vanessa Payer/Anselm Lipgens)
- 2018: Der Schwierige, Hugo von Hofmannsthal, Festspiele Schloss Tillysburg (Regie: Nikolaus Büchel)
- 2018–2020: Faust, Goethe, Schuberttheater Wien (Regie: Simon Meusburger)
- 2017: 259 Sprünge, Alicia Kozameh, Lesung Frauensolidarität Wien
- 2017: Hinter der Tür von Magda Szabó, Theater Brett
- 2017: Goldschlamm Entertainment, Theater Drachengasse (Regie: Alexander Tilling)
- 2016: Ein Kreuzerl machen, Regie: Clara Gallistl – Café Benno (Volksbühne Wien)
- 2015/16: Pippi Langstrumpf, Kabarett Niedermair (Regie: Michaela Obertscheider)[2]

## Film
- 2022: Schächten  (Kinospielfilm, Regie: Thomas Roth)
- 2021: Kreis (Musikvideo für Ralph Mothwurf Orchestra – Anna Sophia Rußmann und Kilian Immervoll)[3]
- 2020: Vagabond (Kurzfilm, Regie: Dominik Brauweiler)
- 2018: Casting Tapes (Ulrike Putzer, Matthias Van Baaren)
- 2017: Tagespresse Aktuell (ORF)

## Sonstiges
- 2022: Puppenbau für Der Bauer als Millionär – Festspiele Schloss Tillysburg
- 2022: Puppenbau für Konferenz der Frauen – Arge Kultur Salzburg
- 2021: Sprecherin für die OÖ Landesausstellung Arbeit,Wohlstand,Macht
- 2019: Regieassistenz bei Peepshow von Marie Brassard – Kosmostheater Wien
- 2019: Ausstattungsassistenz bei Inken Gusner Jetzt müssen wir auf morgen warten – Kosmostheater Wien
- Seit 2018: Plakat/Flyer/Programmheftgestaltung Festspiele Schloss Tillysburg
- 2018: Regieassistenz Parsival – Dschungel Wien
- 2015: Regieassistenz Pippi Langstrumpf – Kabarett Niedermair